# Campremy
Campremy [kɑ̃pʁəmi] est une commune française située dans le département de l'Oise, en région Hauts-de-France.
Ses habitants sont appelés les Camprenois et les Camprenoises.

## Géographie

### Localisation
La commune est un village du plateau picard, que l'ancienne route nationale 16 (actuelle RD 916) traverse au nord-est. Elle est située à 20 km au sud-ouest de Montdidier, 24 km au nord-est de Beauvais et 35 km au sud d'Amiens.
La commune est traversée par le méridien de Paris, matérialisé par la méridienne verte.

### Communes limitrophes
| Saint-André-Farivillers |          | Bonvillers   |
| Noyers-Saint-Martin     | Campremy | Ansauvillers |
|                         | Thieux   | Wavignies    |

### Hameaux et écarts
La commune compte un hameau, le Grand-Mensil.

### Hydrographie
La commune est traversée par la ligne de partage des eaux entre les bassins hydrographiques Artois-Picardie et Seine-Normandie. Elle n'est drainée par aucun cours d'eau.

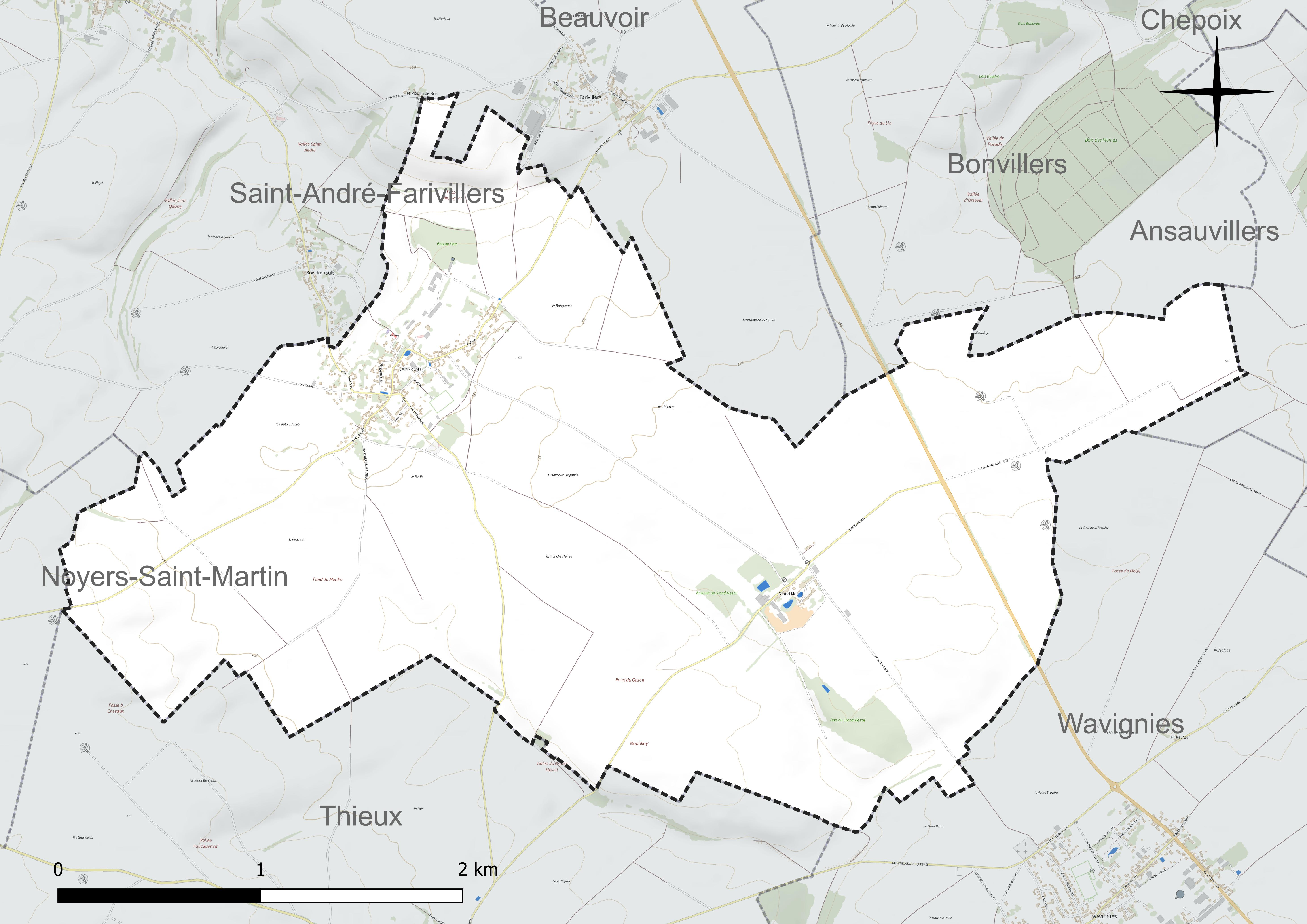
Réseau hydrographique de Campremy.

### Climat
Pour des articles plus généraux, voir Climat des Hauts-de-France et Climat de l'Oise.
En 2010, le climat de la commune est de type climat océanique dégradé des plaines du Centre et du Nord, selon une étude du CNRS s'appuyant sur une série de données couvrant la période 1971-2000. En 2020, Météo-France publie une typologie des climats de la France métropolitaine dans laquelle la commune est exposée à un climat océanique et est dans la région climatique Nord-est du bassin Parisien, caractérisée par un ensoleillement médiocre, une pluviométrie moyenne régulièrement répartie au cours de l'année et un hiver froid (3 °C).
Pour la période 1971-2000, la température annuelle moyenne est de 10,3 °C, avec une amplitude thermique annuelle de 14,1 °C. Le cumul annuel moyen de précipitations est de 712 mm, avec 11,7 jours de précipitations en janvier et 8,3 jours en juillet. Pour la période 1991-2020, la température moyenne annuelle observée sur la station météorologique la plus proche, située sur la commune de Rouvroy-les-Merles à 9 km à vol d'oiseau, est de 10,7 °C et le cumul annuel moyen de précipitations est de 647,9 mm,. Pour l'avenir, les paramètres climatiques de la commune estimés pour 2050 selon différents scénarios d'émission de gaz à effet de serre sont consultables sur un site dédié publié par Météo-France en novembre 2022.

## Urbanisme

### Typologie
Au 1er janvier 2024, Campremy est catégorisée commune rurale à habitat dispersé, selon la nouvelle grille communale de densité à sept niveaux définie par l'Insee en 2022.
Elle est située hors unité urbaine. Par ailleurs la commune fait partie de l'aire d'attraction de Beauvais, dont elle est une commune de la couronne,. Cette aire, qui regroupe 162 communes, est catégorisée dans les aires de 50 000 à moins de 200 000 habitants,.

### Occupation des sols
L'occupation des sols de la commune, telle qu'elle ressort de la base de données européenne d'occupation biophysique des sols Corine Land Cover (CLC), est marquée par l'importance des territoires agricoles (95,3 % en 2018), une proportion sensiblement équivalente à celle de 1990 (95,7 %). La répartition détaillée en 2018 est la suivante : 
terres arables (91,5 %), zones urbanisées (4,7 %), zones agricoles hétérogènes (3,9 %). L'évolution de l'occupation des sols de la commune et de ses infrastructures peut être observée sur les différentes représentations cartographiques du territoire : la carte de Cassini (XVIIIe siècle), la carte d'état-major (1820-1866) et les cartes ou photos aériennes de l'IGN pour la période actuelle (1950 à aujourd'hui).

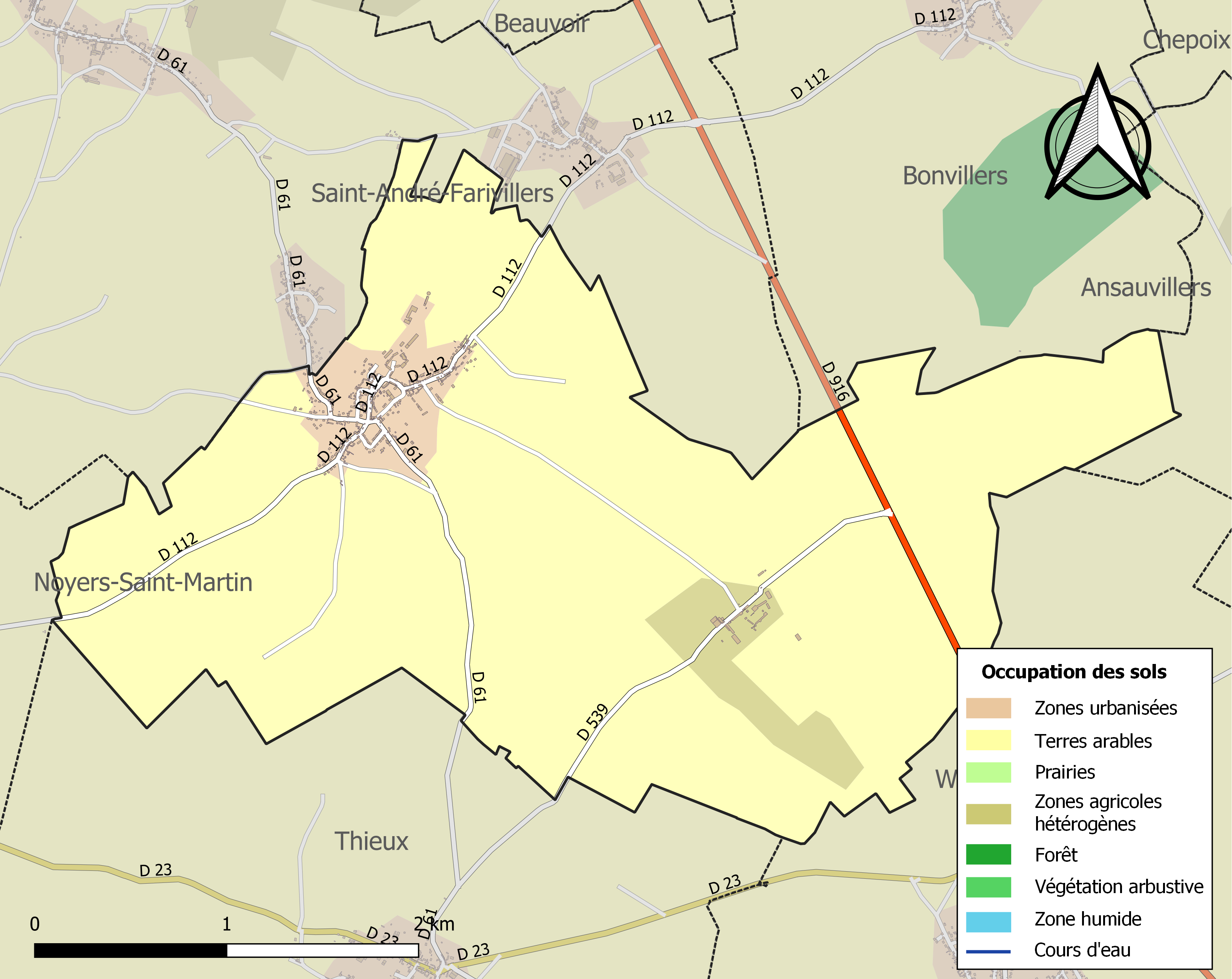
Carte des infrastructures et de l'occupation des sols de la commune en 2018 (CLC).

### Habitat et logement
En 2018, le nombre total de logements dans la commune était de 203, alors qu'il était de 190 en 2013 et de 158 en 2008.
Parmi ces logements, 88,7 % étaient des résidences principales, 2,5 % des résidences secondaires et 8,9 % des logements vacants. Ces logements étaient pour 98 % d'entre eux des maisons individuelles et pour 1 % des appartements.
Le tableau ci-dessous présente la typologie des logements à Campremy en 2018 en comparaison avec celle de l'Oise et de la France entière. Une caractéristique marquante du parc de logements est ainsi une proportion de résidences secondaires et logements occasionnels (2,5 %) supérieure à celle du département (2,5 %) et à celle de la France entière (9,7 %). Concernant le statut d'occupation de ces logements, 78,9 % des habitants de la commune sont propriétaires de leur logement (74,7 % en 2013), contre 61,4 % pour l'Oise et 57,5 pour la France entière.
| Typologie                                               | Campremy | Oise | France entière |
| ------------------------------------------------------- | -------- | ---- | -------------- |
| Résidences principales (en %)                           | 88,7     | 90,4 | 82,1           |
| Résidences secondaires et logements occasionnels (en %) | 2,5      | 2,5  | 9,7            |
| Logements vacants (en %)                                | 8,9      | 7,1  | 8,2            |

### Voies de communication et transports
La commune est desservie, en 2023, par les lignes 6103, 6109, 6114, 6122 et 6140 du réseau interurbain de l'Oise.

## Toponymie
Le nom du village, qu'on prononce plutôt « can-preu-mi » que « can-rémi », proviendrait d'un camp de la période gallo-romaine installé près de la chaussée Brunehaut qui passait à proximité.

## Politique et administration

### Rattachements administratifs et électoraux
La commune se trouve dans l'arrondissement de Clermont du département de l'Oise. Pour l'élection des députés, elle fait partie de la première circonscription de l'Oise.
Elle faisait partie depuis 1801 du canton de Froissy. Dans le cadre du redécoupage cantonal de 2014 en France, la commune fait désormais partie du canton de Saint-Just-en-Chaussée.

### Intercommunalité
La commune faisait partie de la communauté de communes des Vallées de la Brèche et de la Noye créée fin 1992.
Dans le cadre des dispositions de la loi portant nouvelle organisation territoriale de la République (Loi NOTRe) du 7 août 2015, qui prévoit que les établissements publics de coopération intercommunale (EPCI) à fiscalité propre doivent avoir un minimum de 15 000 habitants, le préfet de l'Oise a publié en octobre 2015 un projet de nouveau schéma départemental de coopération intercommunale, qui prévoit la fusion de plusieurs intercommunalités, et notamment celle de Crèvecœur-le-Grand (CCC) et celle des Vallées de la Brèche et de la Noye (CCVBN), soit une intercommunalité de 61 communes pour une population totale de 27 196 habitants.
Après avis favorable de la majorité des conseils communautaires et municipaux concernés, cette intercommunalité dénommée communauté de communes de l'Oise picarde et dont la commune est désormais membre, est créée au 1er janvier 2017.

### Liste des maires
| Période                                  | Période                        | Identité              | Étiquette | Qualité                        |
| ---------------------------------------- | ------------------------------ | --------------------- | --------- | ------------------------------ |
| Les données manquantes sont à compléter. |                                |                       |           |                                |
| avant 1981                               |                                | Philippe Grégoire     |           |                                |
| Les données manquantes sont à compléter. |                                |                       |           |                                |
| 1995                                     | mai 2020                       | Benoît Grégoire       |           | Réélu pour le mandat 2014-2020 |
| mai 2020                                 | En cours (au 1er juillet 2021) | M. Dominique Commelin |           |                                |

## Population et société

### Démographie

#### Évolution démographique
L'évolution du nombre d'habitants est connue à travers les recensements de la population effectués dans la commune depuis 1793. Pour les communes de moins de 10 000 habitants, une enquête de recensement portant sur toute la population est réalisée tous les cinq ans, les populations de référence des années intermédiaires étant quant à elles estimées par interpolation ou extrapolation. Pour la commune, le premier recensement exhaustif entrant dans le cadre du nouveau dispositif a été réalisé en 2008.

En 2022, la commune comptait 476 habitants, en évolution de −4,23 % par rapport à 2016 (Oise : +0,87 %, France hors Mayotte : +2,11 %).
| 1793 | 1800 | 1806 | 1821 | 1831 | 1836 | 1841 | 1846 | 1851 |
| ---- | ---- | ---- | ---- | ---- | ---- | ---- | ---- | ---- |
| 369  | 407  | 427  | 466  | 462  | 449  | 441  | 429  | 391  |

| 1856 | 1861 | 1866 | 1872 | 1876 | 1881 | 1886 | 1891 | 1896 |
| ---- | ---- | ---- | ---- | ---- | ---- | ---- | ---- | ---- |
| 396  | 386  | 371  | 341  | 326  | 314  | 310  | 264  | 279  |

| 1901 | 1906 | 1911 | 1921 | 1926 | 1931 | 1936 | 1946 | 1954 |
| ---- | ---- | ---- | ---- | ---- | ---- | ---- | ---- | ---- |
| 272  | 288  | 275  | 232  | 257  | 307  | 293  | 269  | 274  |

| 1962 | 1968 | 1975 | 1982 | 1990 | 1999 | 2006 | 2008 | 2013 |
| ---- | ---- | ---- | ---- | ---- | ---- | ---- | ---- | ---- |
| 305  | 341  | 285  | 267  | 319  | 332  | 372  | 383  | 477  |

| 2018 | 2022 | - | - | - | - | - | - | - |
| ---- | ---- | - | - | - | - | - | - | - |
| 482  | 476  | - | - | - | - | - | - | - |

#### Pyramide des âges
La population de la commune est relativement jeune.
En 2018, le taux de personnes d'un âge inférieur à 30 ans s'élève à 42,6 %, soit au-dessus de la moyenne départementale (37,3 %). À l'inverse, le taux de personnes d'âge supérieur à 60 ans est de 17,2 % la même année, alors qu'il est de 22,8 % au niveau départemental.
En 2018, la commune comptait 226 hommes pour 256 femmes, soit un taux de 53,11 % de femmes, légèrement supérieur au taux départemental (51,11 %).
Les pyramides des âges de la commune et du département s'établissent comme suit.
| Hommes | Classe d’âge | Femmes |
| ------ | ------------ | ------ |
| 0,0    | 90 ou +      | 0,4    |
| 4,4    | 75-89 ans    | 8,2    |
| 13,7   | 60-74 ans    | 7,8    |
| 21,2   | 45-59 ans    | 19,9   |
| 21,7   | 30-44 ans    | 18,0   |
| 22,6   | 15-29 ans    | 20,7   |
| 16,4   | 0-14 ans     | 25,0   |

| Hommes | Classe d’âge | Femmes |
| ------ | ------------ | ------ |
| 0,5    | 90 ou +      | 1,4    |
| 5,5    | 75-89 ans    | 7,6    |
| 15,6   | 60-74 ans    | 16,3   |
| 20,8   | 45-59 ans    | 20     |
| 19,4   | 30-44 ans    | 19,4   |
| 17,6   | 15-29 ans    | 16,2   |
| 20,6   | 0-14 ans     | 19,1   |

## Culture locale et patrimoine

### Lieux et monuments
La commune possède un monument historique sur son territoire :  la Grange dîmière de Grand-Mesnil (XIIIe siècle) : autrefois destinée aux cisterciens de l'abbaye de Froidmont, elle est construite en 1210. L'édifice fait l'objet d'une inscription au titre des monuments historiques depuis 1988.

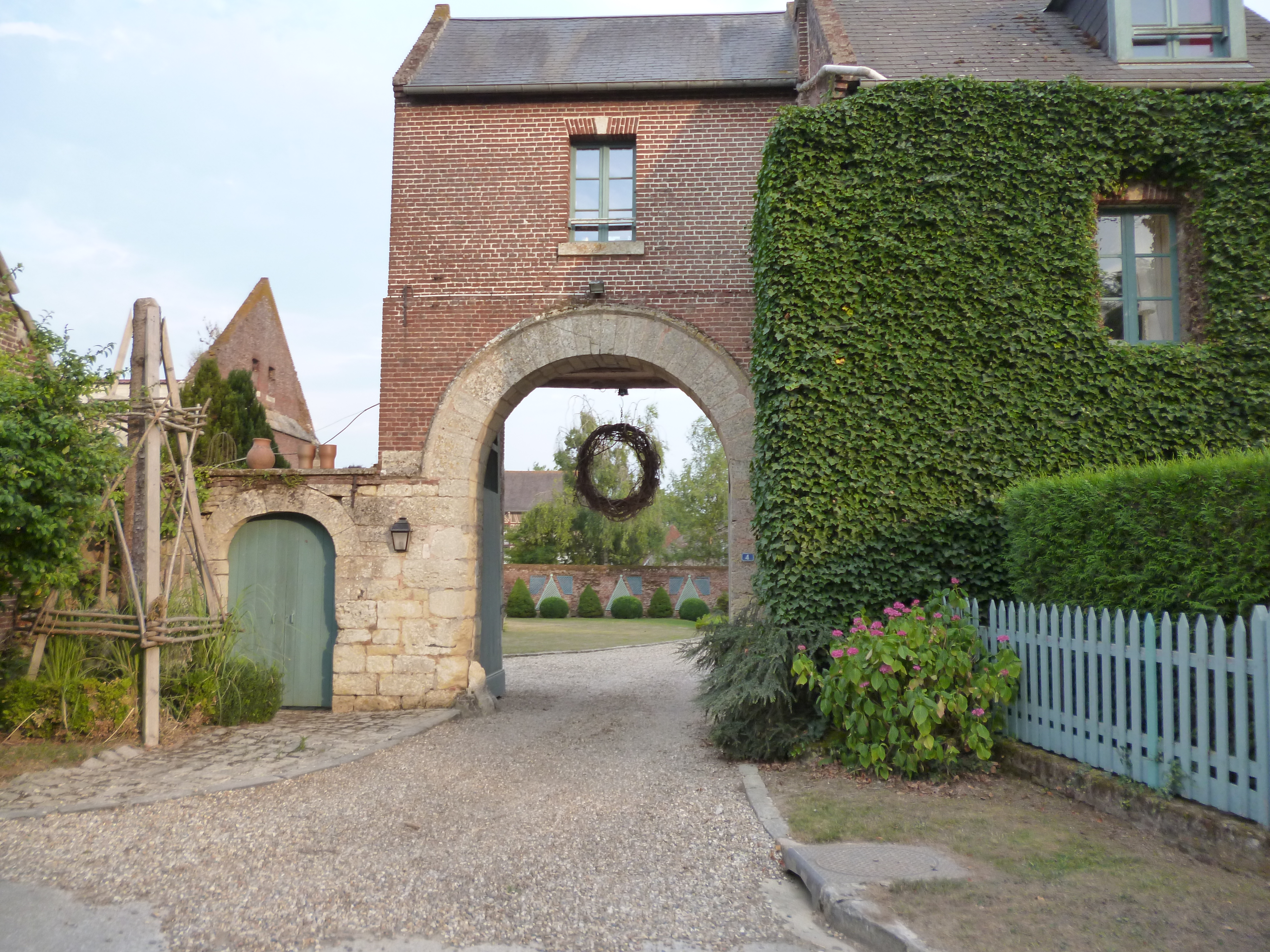
L'entrée de la ferme.
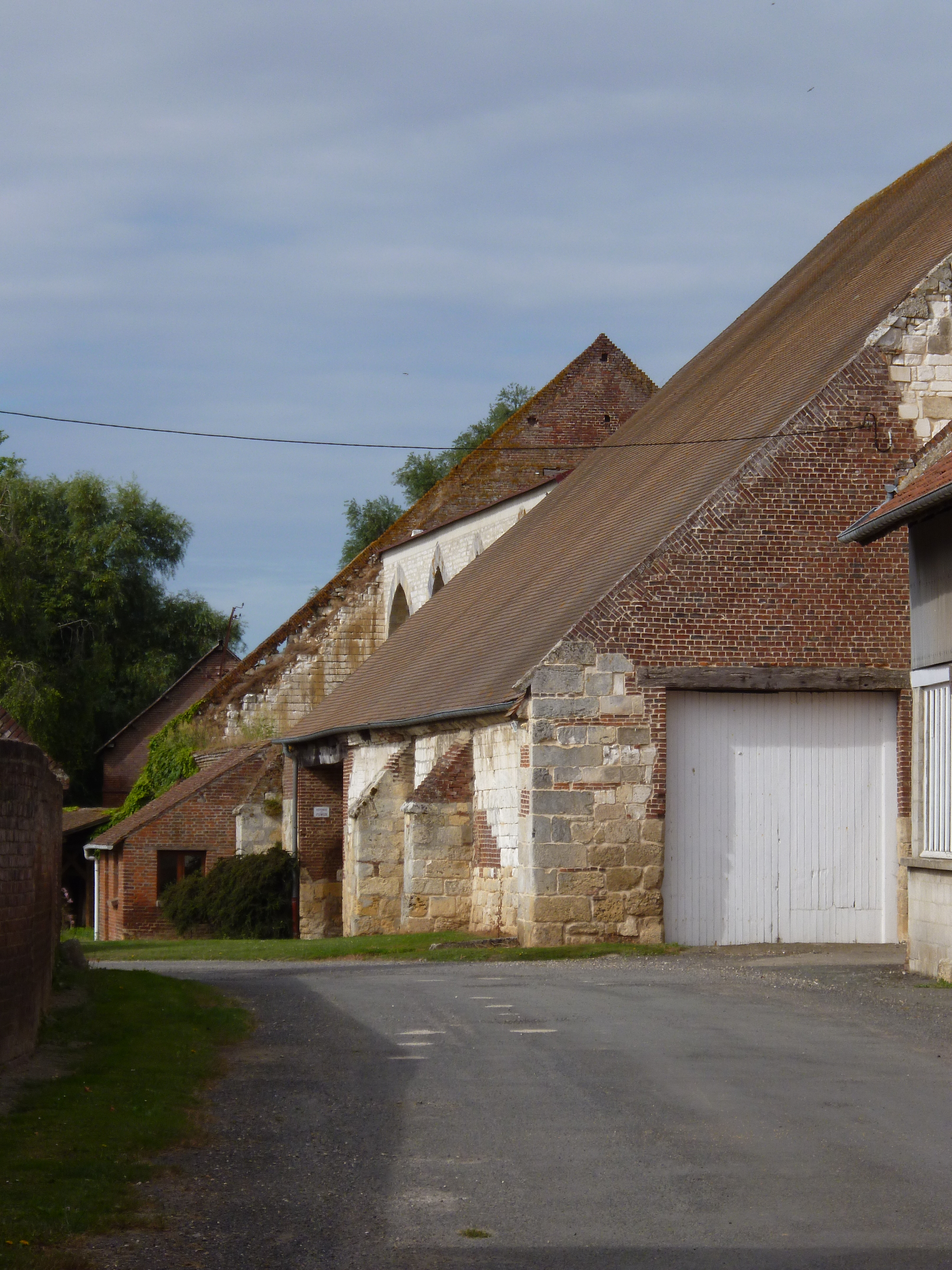
La grange.
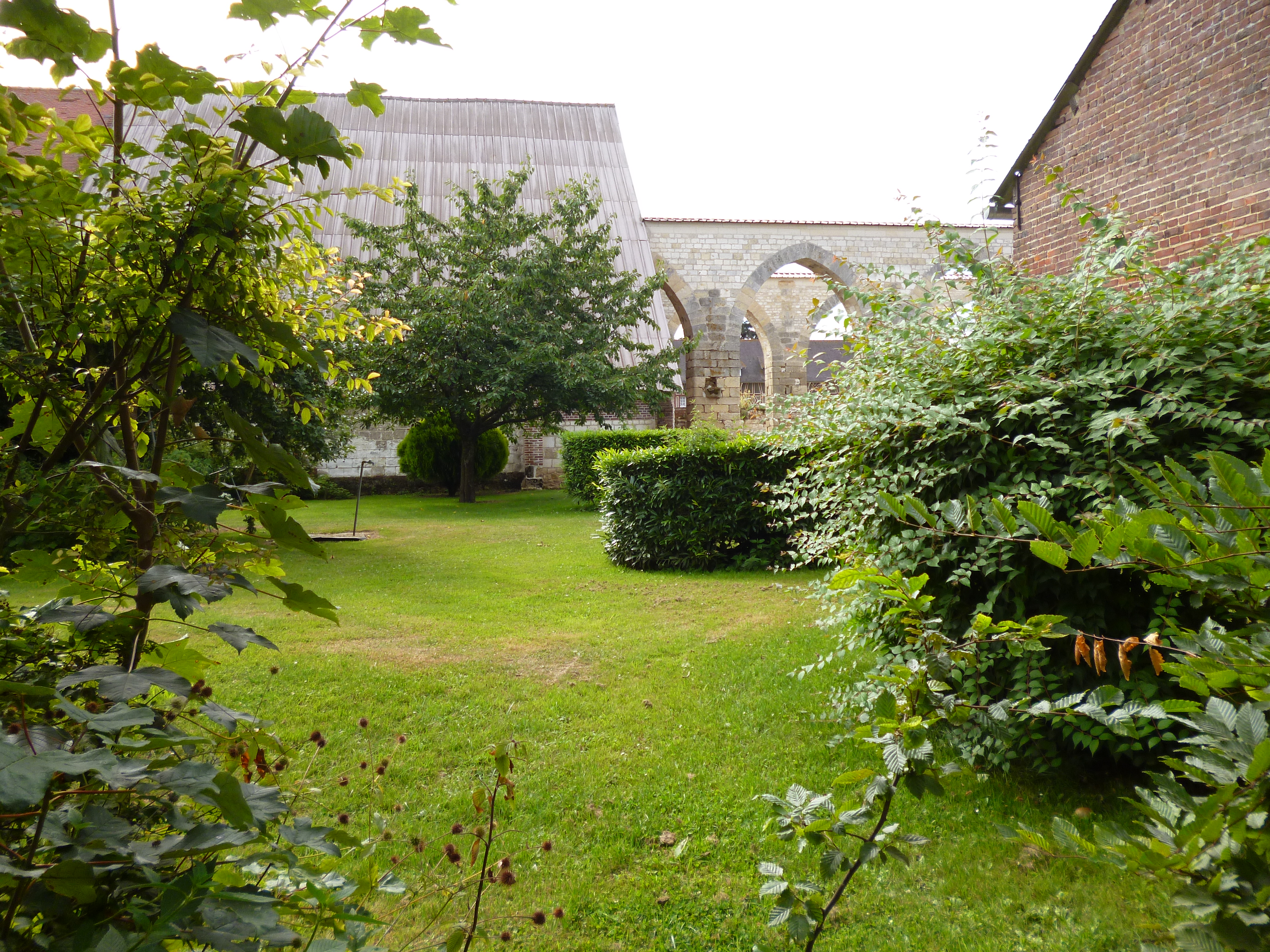
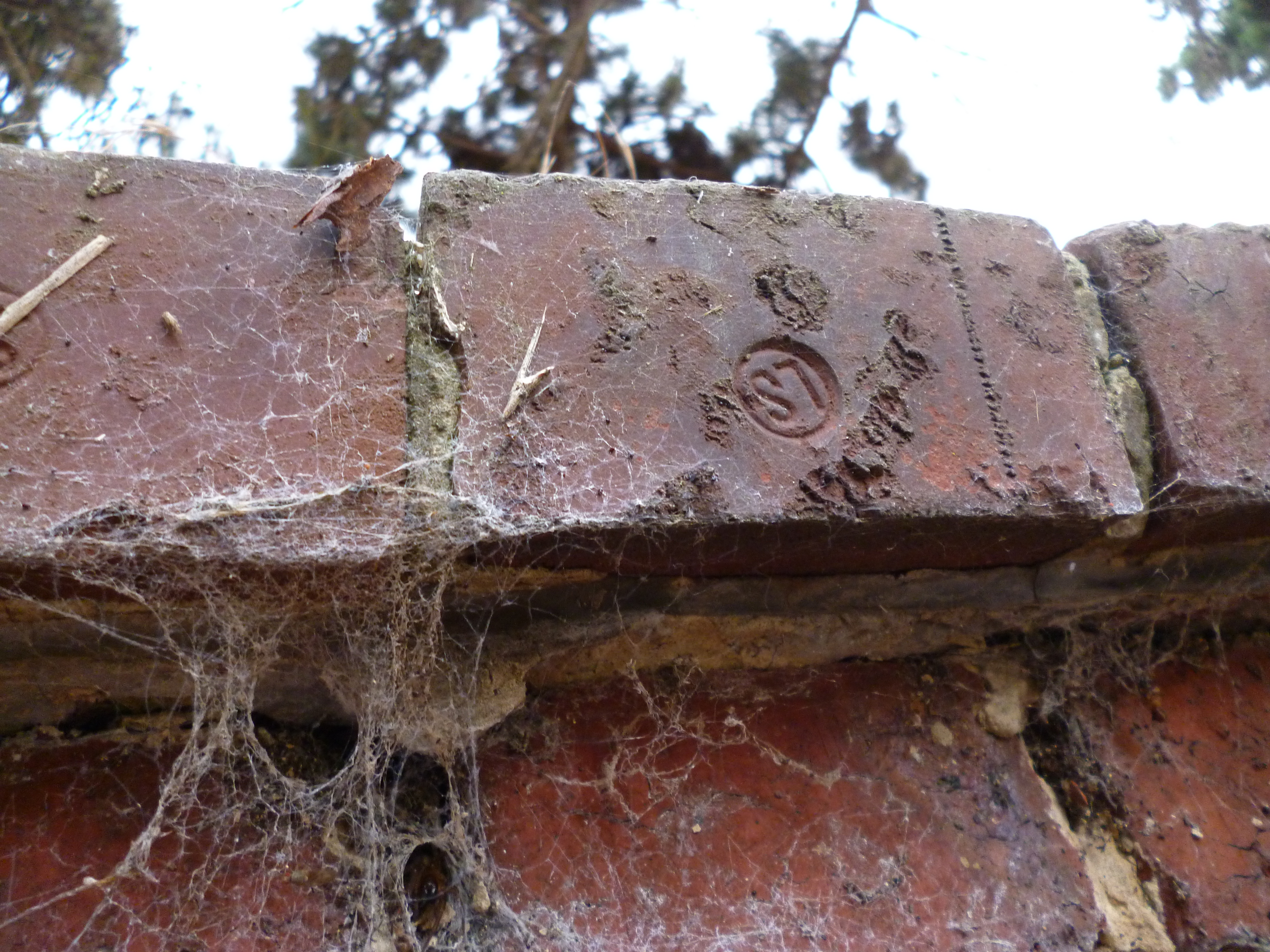
Détail d'une des briques du mur d'enceinte, provenant de la briqueterie de Gannes, comme l'indique le symbole LS.

On peut également noter d'autres lieux intéressants :
- Église Saint-Jean-Baptiste dont leds parties les plus anciennes datent du XIe siècle : bâtie en pierre et en brique, elle possède un clocher en ardoise. Des boiseries du XVIIIe siècle habillent le chœur[28].
- Cinq mares et cinq puits ;
- Chapelle du cimetière.
- Chapelle du centre.

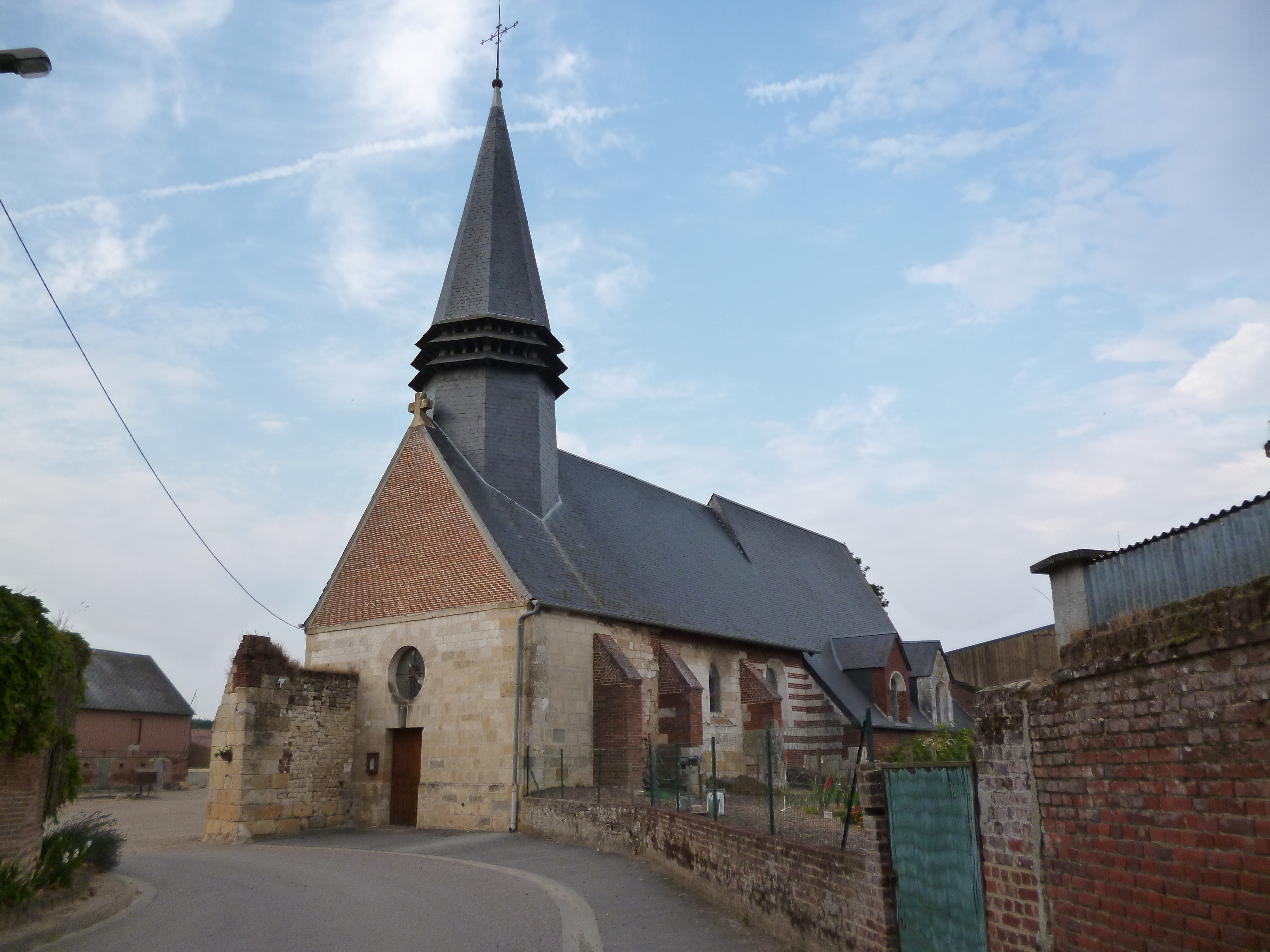
L'église Saint-Jean-Baptiste.
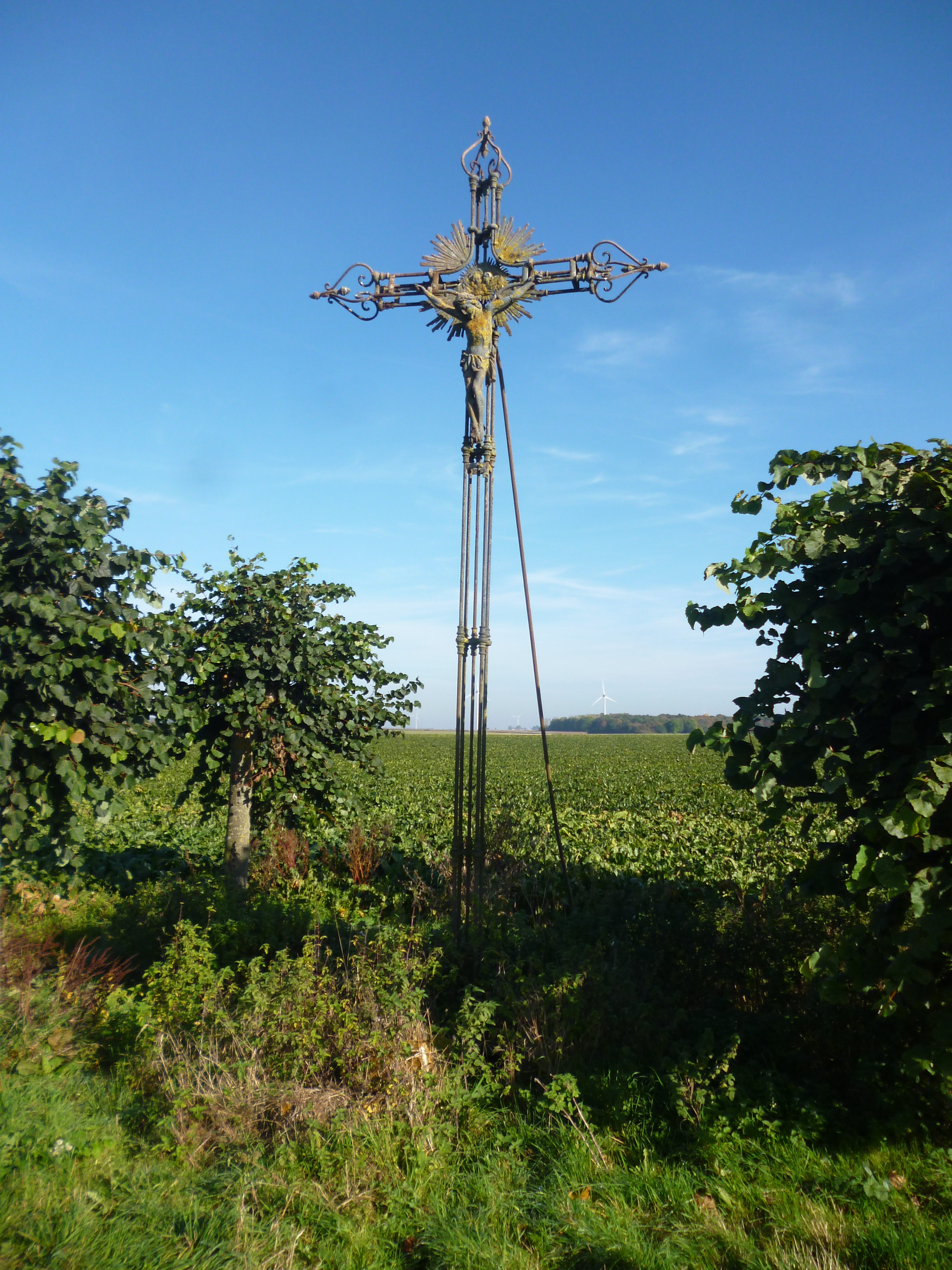
Calvaire Bucquet, situé au bord de la D 61.
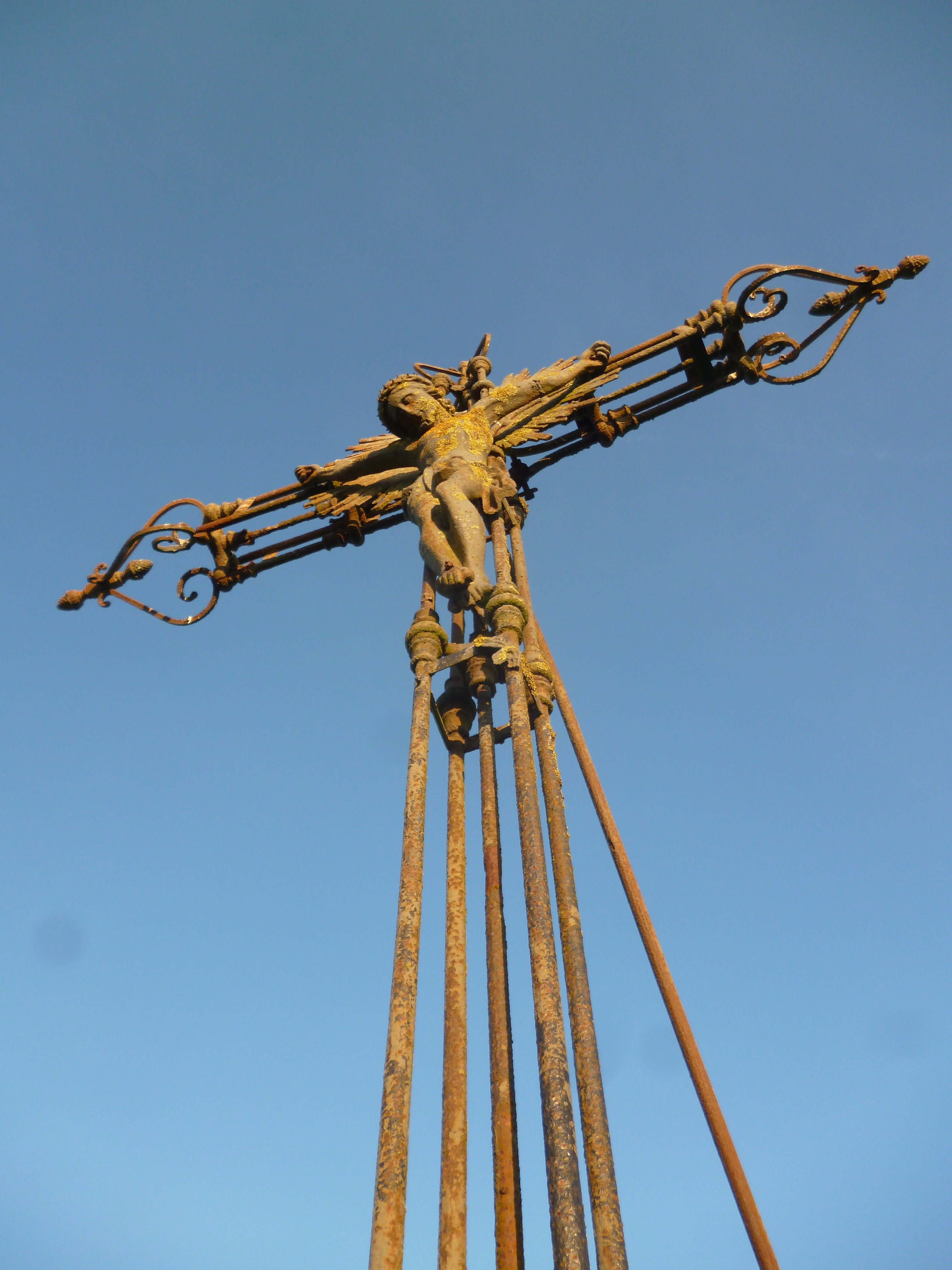
Détail de ce calvaire.
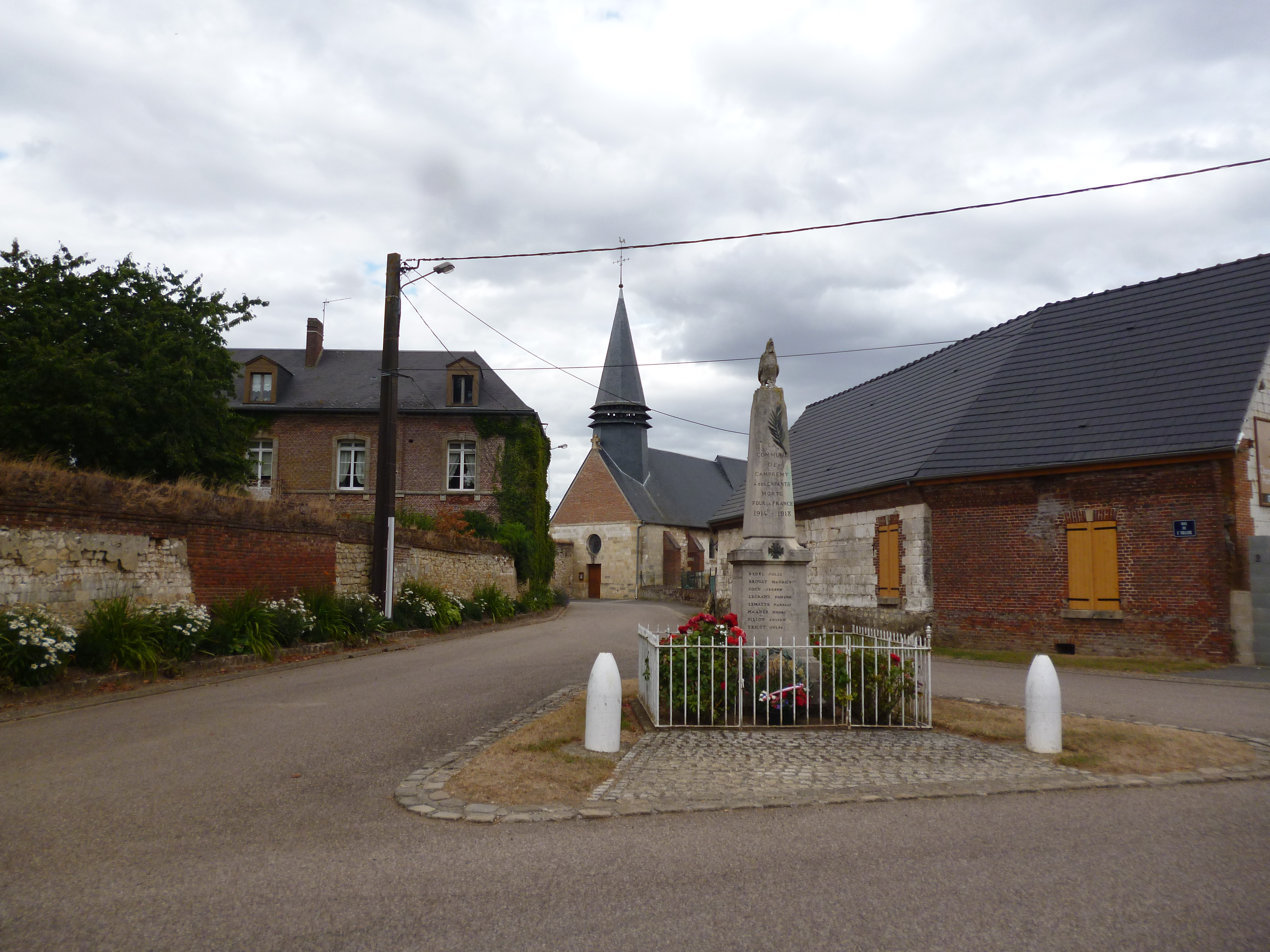
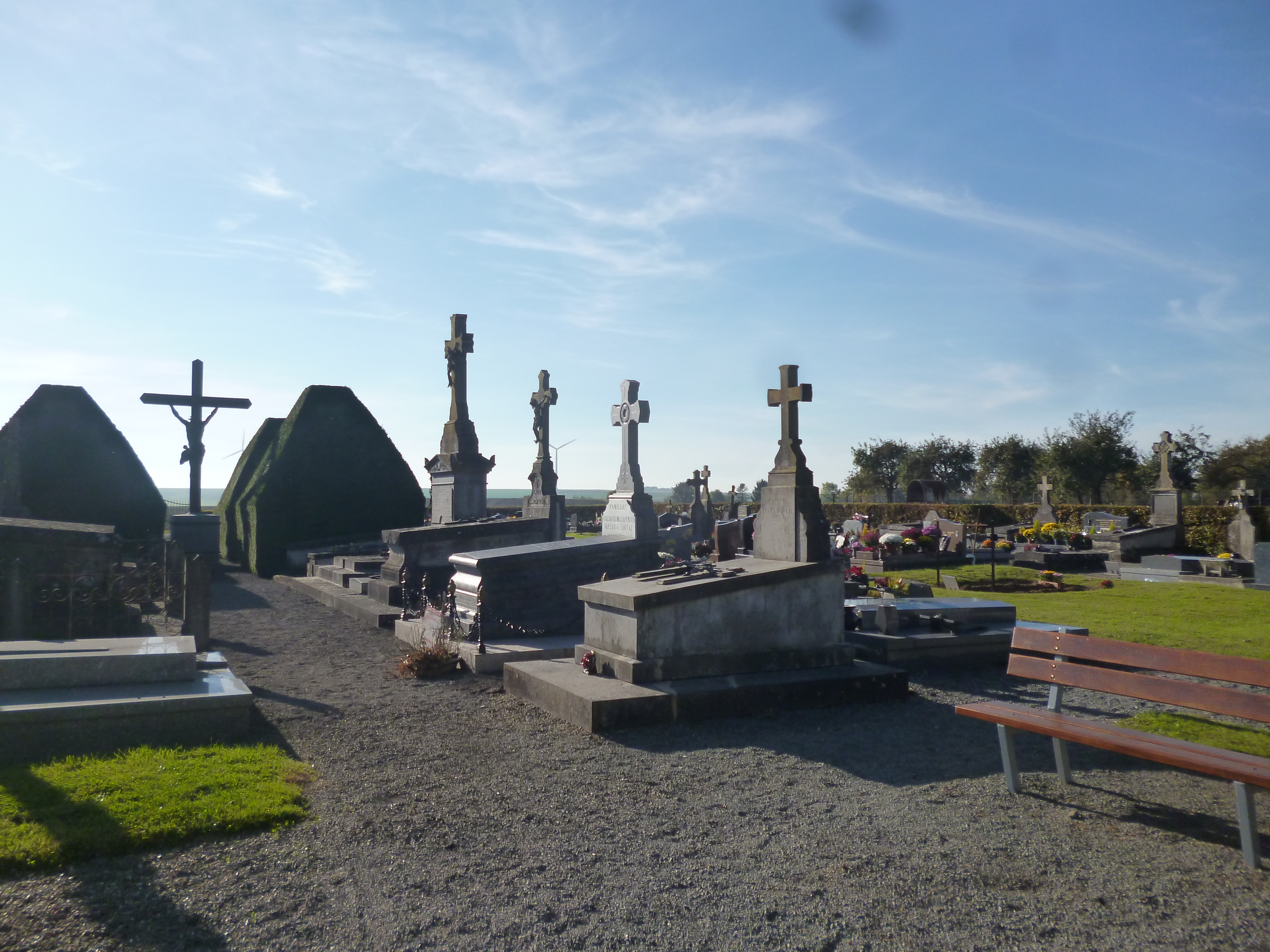
Le cimetière.
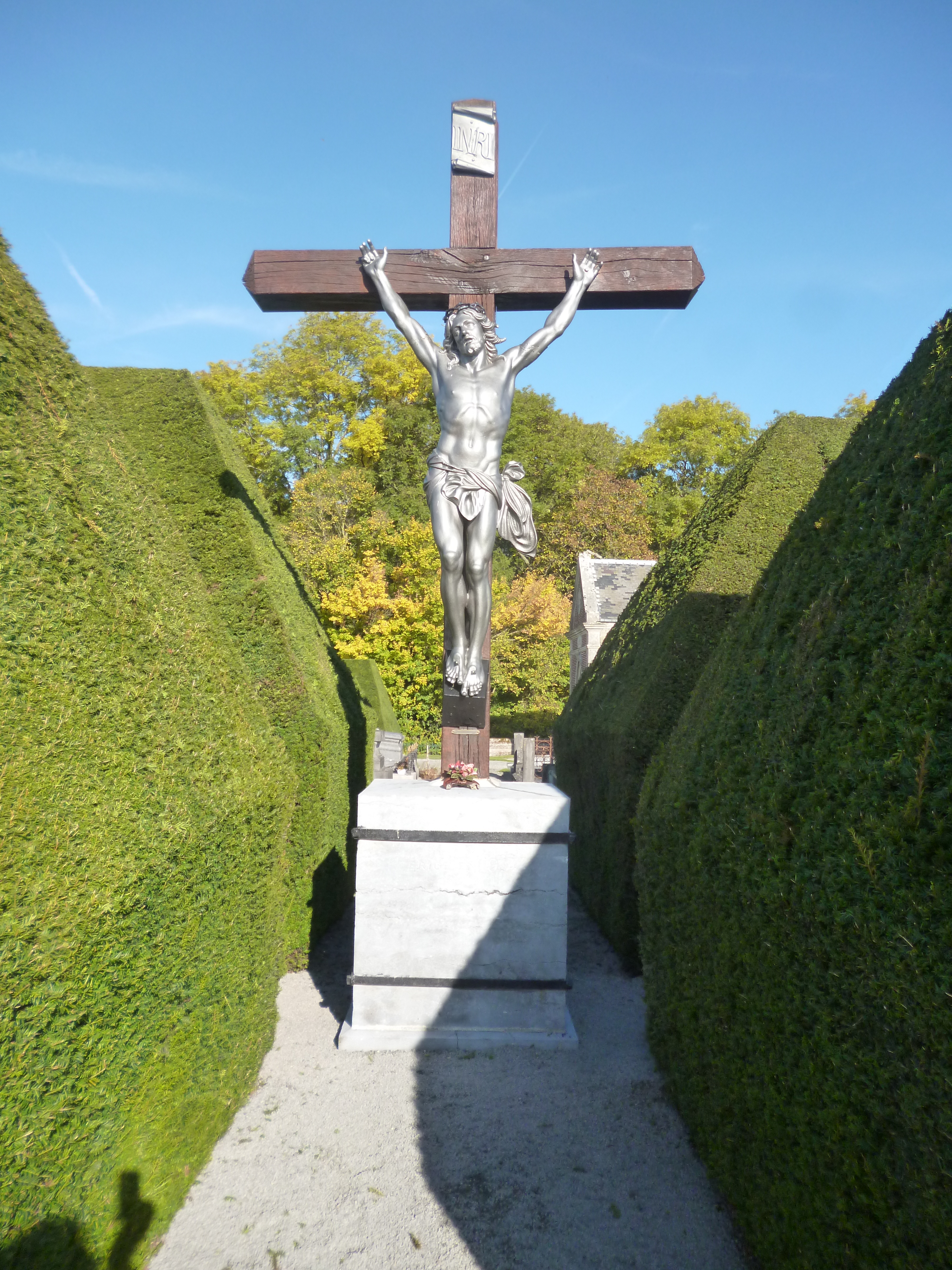
Calvaire situé dans le cimetière.

Le monument aux morts

### Anecdote
C'est dans cette commune que le blé Camprémy a été sélectionné par UNISIGMA (GIE de recherche sur les variétés de céréales présidée par Philippe Grégoire).
Cette variété a une très bonne valeur boulangère, et a été choisie par la chaîne de magasins de pain industriel PAUL pour faire leur pain[réf. nécessaire].

### Personnalités liées à la commune
Fernand Bolsaie, dit Bolsaie Saint Luc, peintre d'origine belge qui vécut à Campremy de 1934 à 1957, date de sa mort.